# Shunsuke Nakamura
Shunsuke Nakamura (født 24. juni 1978 i Yokohama, Japan) er en japansk fodboldspiller, der spiller som midtbanespiller hos klubben Yokohama Marinos. Han har spillet for klubben siden februar 2010. Han har tidligere spillet for Reggina i Italien, skotske Celtic F.C. samt spanske RCD Espanyol.
Nakamura vandt i sin tid hos Celtic F.C. tre skotske mesterskaber, én pokaltitel og to Liga Cup-titler. 

## Landshold
Nakamura nåede at spille 98 kampe og score 24 mål for Japans landshold, som han debuterede for den 13. februar 2000 i et opgør mod Singapore. Han har adskillige gange repræsenteret sit land ved internationale turneringer, blandt andet VM i 2002 på hjemmebane og VM i 2006. Desuden har han to gange, i 2000 og 2004 været med til at vinde AFC Asian Cup med landet. Han har også to gange været med til Confederations Cup samt til OL i Sydney i 2000.

## Titler
Skotsk Premier League
- 2006, 2007 og 2008 med Celtic F.C.

Skotsk FA Cup
- 2007 med Celtic F.C.

Skotsk Liga Cup
- 2006 og 2009 med Celtic F.C.

AFC Asian Cup
- 2000 og 2004 med Japan